# Джо Таслім
Джо Таслім (нар. 23 червня 1981, Палембанг, Індонезія) — індонезійський дзюдоїст і актор. Найзнаніший як актор, що зіграв одну з головних ролей у фільмі «Рейд» і одну з другорядних у «Форсаж 6».

## Біографія
В підлітковому віці почав займатися східними єдиноборствами: ушу, дзюдо, таеквондо. Але найбільше його привабило дзюдо, і з часом став одним з найвідоміших дзюдоїстів країни. Став володарем золотої медалі на Чемпіонаті Південно-Східної Азії з дзюдо в 1999 році в Сінгапурі, срібної медалі Ігор Південно-Східної Азії в 2007 році, і завоював ряд золотих медалей на національних чемпіонатах з дзюдо. Таслім був членом національної команди Індонезії з дзюдо з 1997 по 2009 роки, після чого отримав травму, яка змусила його завершити спортивну кар'єру.
Крім професійних занять спортом, Джо Таслім з успіхом робить кар'єру як модель і актор. У кіно з 2008 року. 2010 року отримав роль у фільмі Рейд, який вийшов в 2011 році і отримав кілька нагород. У липні 2012 року стало відомо, що Таслім пройшов кастинг на роль лиходія — одного з супротивників головних героїв — у новому фільмі «Форсаж 6», який вийшов на екрани кінотеатрів у 2013 році. У липні 2019 року стало відомо, що Джо Таслім зіграє Саб-Зіро в черговій кіноадаптації популярного ігрового файтинга Mortal Kombat.

## Фільмографія
| Рік         |   | Українська назва             | Оригінальна назва       | Роль                            |
| ----------- | - | ---------------------------- | ----------------------- | ------------------------------- |
| 2008        | ф | Карма                        | Karma                   | Арманд Гуан                     |
| 2009        | ф | Аромат                       | Rasa                    | безіменна роль                  |
| 2011        | ф | Рейд                         | The Raid: Redemption    | Джако                           |
| 2012        | ф | Підземелля мертвих           | Dead Mine               | Джоко                           |
| 2013        | ф | Форсаж 6                     | Fast & Furious 6        | Джа                             |
| 2013        | ф | Не сумуй                     | La tahzan               | Ямада                           |
| 2016        | ф | Стартрек: За межами Всесвіту | Star Trek Beyond        | Манас                           |
| 2017        | ф | Маленький лист богу          | Surat Kecil Untuk Tuhan | доктор Мартін                   |
| 2018        | ф | Ніч йде за нами              | The Night Comes for Us  | Іто                             |
| 2019 — 2023 | с | Воїн                         | Warrior                 | Лі Йонг (30 епізодів)           |
| 2020        | ф | Майстер меча                 | The Swordsman           | Гурутай                         |
| 2021        | ф | Мортал Комбат                | Mortal Kombat           | Бі-Хань / Саб-Зіро              |
| 2023        | с | Сліпі плями                  | Blindspotting           | Мустафа (Епізод: "Karate Kiss") |
| 2025        | ф | Мортал Комбат 2              | Mortal Kombat 2         | Бі-Хань / Нуб Сайбот            |
|             | ф |                              | Mandala Golok Setan     | Мандала                         |